# Blake Berris
Blake Everett Berris (* 24. August 1984 in Minneapolis, Minnesota) ist ein US-amerikanischer Schauspieler.

## Leben und Karriere
Blake Berris wurde in der Stadt Minneapolis als Sohn des Regisseurs und Drehbuchautors Kenneth Berris und der Autorin Lauren Berris geboren und wuchs im kalifornischen Santa Barbara, zusammen mit einer Schwester auf, die heute als Schauspiellehrerin arbeitet. Sie war, wie ihr Bruder, ebenfalls in einigen Schauspielrollen vor der Kamera zu sehen. Berris besuchte die University of California, Los Angeles, die er mit einem Master of Fine Arts in Schauspiel abschloss. Anschließend nahm er am Theater-Programm der Oxford University teil.
Seine erste Rolle vor der Kamera übernahm er 2005 bei einem Gastauftritt in der Serie Numbers – Die Logik des Verbrechens. Nach einer Gastrolle in Hannah Montana, war er ab 2006 in der Seifenoper Zeit der Sehnsucht in der Rolle des Nick Fallon zu sehen, die er zunächst bis 2009 spielte, nachdem seine Figur eine Haftstrafe anzutreten hatte. 2012 kehrte er noch einmal in die Rolle zurück und spielte sie bis insgesamt 2014. Seine Darstellung brachte ihm 2009 eine Nominierung als Bester Nachwuchsschauspieler bei der Daytime-Emmy-Verleihung ein. Während seines Engagements bei der Soap trat Berris, neben einigen Kurzfilmen, auch in Serien wie The Starter Wife – Alles auf Anfang, The Mentalist, Breaking Bad, Prime Suspect und The Big Bang Theory auf. 2010 trat er im Independentfilm The Boys & Girls Guide to Getting Down als Keyvon auf.
2013 war er Thriller House of Last Things, an der Seite von Lindsey Haun und RJ Mitte, als Jesse zu sehen und übernahm zudem die Rolle des Dusty im Film Meth Head. Für seine darstellerische Leistung im letztgenannten Film, wurde er mit einige lokalen Independent-Filmpreise ausgezeichnet. 2015 stand er am Lobero Theatre in Santa Barbara und am Kirk Douglas Theatre in Culver City für das Drama If All the Sky Were Paper, das auf mehreren Büchern basiert, die sich mit Briefen von US-Soldaten beschäftigen. Daran waren unter anderem auch Schauspielgrößen wie Laura Dern und Gary Cole beteiligt. Ab 2016 wirkte Berris in den Serien Supergirl, Pretty Little Liars, General Hospital, Bones – Die Knochenjägerin, Navy CIS, Rebel, Longmire und The Coop mit. 2019 war er als Gus im Filmdrama She's Missing neben Lucy Fry und Eiza González zu sehen und trat zudem als Fred in einer Nebenrolle im Actionfilm Never Grow Old auf.

## Persönliches
Berris ist seit 2017 mit der Irin Alexandra McGuinness verheiratet, die als Regisseurin und Produzentin von zumeist Kurzfilmen arbeitet. Sie vermählten sich in der Killiskey Parish Church im irischen Wicklow. An der Feier nahmen, neben einigen Schauspielkollegen, auch Mitglieder der Band U2, darunter Bono, teil, da McGuinness’ Großvater Bandmanager von U2 war. Im Sommer 2019 wurden Berris und McGuinness Eltern eines Sohnes, den sie in Anlehnung an die irische Mythologie, Lir nannten.

## Filmografie (Auswahl)
- 2005: Numbers – Die Logik des Verbrechens (Numb3rs, Fernsehserie, Episode 2x07)
- 2006: Hannah Montana (Fernsehserie, Episode 1x15)
- 2006–2014, seit 2021: Zeit der Sehnsucht (Days of Our Lives, Fernsehserie)
- 2008: The Starter Wife – Alles auf Anfang (The Starter Wife, Fernsehserie, 3 Episoden)
- 2009: The Mentalist (Fernsehserie, Episode 1x19)
- 2009: Portrait of a Girl (Kurzfilm)
- 2010: Girlfriend (Stimme)
- 2011: The Boys and Girls Guide to Getting Down (Fernsehfilm)
- 2011: Breaking Bad (Fernsehserie, Episode 4x06)
- 2011: Prime Suspect  (Fernsehserie, Episode 1x06)
- 2011: The Big Bang Theory (Fernsehserie, Episode 5x09)
- 2011: Circling the Drain (Fernsehfilm)
- 2012: This Is Caroline (Kurzfilm)
- 2013: House of Last Things
- 2013: Meth Head
- 2014: Crazy Bitches
- 2014: Broadway Lofts
- 2015: Quarantine (Kurzfilm)
- 2015: Electric Blue (Kurzfilm)
- 2016: Riders (Fernsehserie, Episode 1x02)
- 2016: Swipe
- 2016: Mafioso
- 2016: Supergirl (Fernsehserie, Episode 1x14)
- 2016: Pretty Little Liars (Fernsehserie, 2 Episoden)
- 2017: General Hospital (Fernsehserie, 2 Episoden)
- 2017: Bones – Die Knochenjägerin (Bones, Fernsehserie, Episode 12x04)
- 2017: Navy CIS (NCIS, Fernsehserie, Episode 14x17)
- 2017: Rebel (Fernsehserie, Episode 1x05)
- 2017: Longmire (Fernsehserie, Episode 6x06)
- 2017: The Get (Fernsehfilm)
- 2018: Living Room Coffin
- 2018: Con Man – Aufstieg und Fall des Barry Minkow (Con Man)
- 2018: Door No. 1 (Fernsehserie, Episode 1x01)
- 2019: Before You Know It
- 2019: She's Missing
- 2019: Never Grow Old
- 2019: Forever in My Heart (Fernsehfilm)
- 2019: The Coop (Fernsehserie, 4 Episoden)
- 2021: The Shuroo Process
- 2021: Days of Our Lives: A Very Salem Christmas
- 2023: 9-1-1 (Fernsehserie, Episode 6x13)

## Auszeichnungen und Nominierungen (Auswahl)
Daytime Emmy Award
- 2009: Nominierung als Bester Nachwuchsschauspieler für Zeit der Sehnsucht

FilmOut San Diego
- 2013: Auszeichnung als Bester Nebendarsteller in Meth Head

Gasparilla Film Festival
- 2013: Auszeichnung mit dem Rising Star Award als Dusty in Meth Head